# Municipio de Jordan (condado de Clearfield)
El municipio de Jordan (en inglés: Jordan Township) es un municipio ubicado en el condado de Clearfield en el estado estadounidense de Pensilvania. En el año 2000 tenía una población de 543 habitantes y una densidad poblacional de 8.7 personas por km².

## Geografía
El municipio de Jordan se encuentra ubicado en las coordenadas 40°50′19″N 78°34′26″O / 40.83861, -78.57389.

## Demografía
Según la Oficina del Censo en 2000 los ingresos medios por hogar en la localidad eran de $29,375 y los ingresos medios por familia eran de $32,667. Los hombres tenían unos ingresos medios de $28,125 frente a los $18,500 para las mujeres. La renta per cápita de la localidad era de $12,600. Alrededor del 16,2% de la población estaba por debajo del umbral de pobreza.